# Мартин магеланський
Мартин магеланський (Leucophaeus scoresbii) — вид мартинів з роду Leucophaeus. Поширений у Південній Америці.

## Назва
Вид названо на честь британського дослідника Арктики Вільяма Скорсбі (1789–1857).

## Поширення
Вид поширений вздовж узбережжя південного Чилі та Аргентини, а також на Фолклендських островах. Колонії численні вздовж узбережжя, але, як правило, дуже малі, рідко перевищуючи 200 пар. В Аргентині загальна популяція оцінюється в близько 700 пар. На Фолклендських островах є 3000-6000 пар.

## Опис
Дорослі особини мають сірувате оперення на голові та нижній частині та чорні крила. Вони менші за мартина домініканського , вони мають розміри близько 38 см і важать приблизно 540 г.

## Спосіб життя
Цей вид можна трапляється на скелястих узбережжях, харчуючись в основному падлом, субпродуктами, пташиними яйцями та пташенятами, але також їсть морських безхребетних та іншу природну їжу. Він шукає навколо морських ссавців мертву рибу, плаценту та фекалії. Він використовує вторгнення людини в колонії, полюючи на яйця та пташенят без охорони. Він досліджує морські водорості, ловить ройових пляжних мух і збирає мідії, які потім скидає на каміння. Він не відвідує сміттєві звалища, але іноді живиться в каналізаційних виходах. Відвідування колонії починається у вересні, закладаючи дуже асинхронний виводок. Колонії невеликі, максимум 200 пар, і їх можна знайти на низьких морських скелях, піщаних або галькових пляжах, болотистих западинах або мисах, як правило, поблизу колоній морських птахів, морських ссавців, боєнь, каналізаційних колекторів або ферм.